# 1,1'-三硫代二茂铁
1,1'-三硫代二茂铁是一种有机铁化合物，化学式为Fe(C
5H
4S)
2S。它是黄色固体，也是二茂铁最简单的多硫化物。它可由1,1'-二锂代二茂铁和硫反应制得。1H NMR表明，它的三硫环的构象会缓慢变化。

1,1'-三硫代二茂铁的构象平衡状态

它和十二羰基三铁在正己烷中回流反应，可以得到FeII(C5H4S)2[FeI(CO)3]2。
它和二羰基二茂钛反应，可以得到Fe(C5H4S)2STi(C5H5)2，它再和二氯化硫反应，可以得到1,1'-四硫代二茂铁。